# Nervio terminal
El nervio terminal, NC0, es un nervio atrófico localizado en la parte inferior del lóbulo frontal del encéfalo. Se encuentra medial al nervio olfatorio, siendo el nervio craneal más rostral del ser humano.
En los mamíferos inferiores está muy desarrollado y es importante en la recepción de sustancias químicas no odoríficas (feromonas). La adecuada recepción de estas sustancias químicas garantiza la supervivencia de estos animales, ya que por medio de ellas se localiza a la madre, a la futura pareja, a un posible depredador o a un posible alimento.
En el humano se ha demostrado la existencia de este nervio durante la vida prenatal y durante los primeros meses de vida extrauterina, involucionando hasta desaparecer casi por completo en el adolescente. Sin embargo, algunos autores aseguran que persiste en la vida adulta, percibiendo feromonas sexuales y explicando de esta manera las emociones intensas que se pueden manifestar con la presencia de otra persona desconocida, ya sea que nos agrade o nos disguste, sin tener explicación racional alguna.
El órgano receptor es el órgano vomeronasal, localizado en el cartílago vomeronasal, en la parte más inferior y anterior del tabique nasal cartilaginoso.

## Embriología
El patrón de migración embriológica de las células GnRH y su asociación directa con CN0 sugiere un papel potencial en el desarrollo del eje HPG en humanos. Se ha sugerido que este nervio puede tener implicaciones neuromoduladoras a través de la GnRH y los vasos sanguíneos y glándulas de la mucosa nasal, que podrían ejercer funciones reguladoras de los comportamientos sexuales humanos.

## Morfofisiología
El nervio terminal está compuesto, al menos, por dos elementos estructurales distintos: uno de tipo neural, donde hay presencia de fibras nerviosas verdaderas básicas para la conducción y propagación de impulsos nerviosos sensitivos; y otro a manera de compartimiento migratorio transitorio, que involucra tejido conectivo vinculado con moléculas de adhesión celular, por donde ocurre migración de neuroblastos hacia la parte anterior del diencéfalo, donde se transformarán posteriormente en neuronas productoras de GnRH. Las neuronas CN0 asociadas con la GnRH, sugieren un papel potencial en el control de las funciones y comportamientos reproductivos humanos.
Tal vez juegue un papel en la percepción inconsciente de olores especiales que influyen en los sistemas hormonales autónomos y reproductivos a través del eje ubicuo hipotalámico-pituitario-gonadal (HPG), o un papel en la detección de feromonas para la selección de pareja, así como en la neuromodulación de las funciones reproductivas.
Aunque está ubicado cerca del CN I, su funcionalidad es distinta: tiene proyecciones hacia estructuras neuroanatómicas importantes, como el tabique precomisural medial, incluido el núcleo del tabique medial; envía fibras a la mucosa nasal y estructuras cerebrales ventrales rostrales, principalmente áreas olfativas y límbicas (es decir, amígdala, núcleos hipotalámicos) que proporcionan acceso a las estructuras del sistema límbico, como el hipotálamo (específicamente dentro de los núcleos preóptico e infundibular, donde hay un grupo discreto de neuronas «red neuronal kisspeptina» [KP]). El KP hipotalámico está involucrado en el control endocrinológico central de la pubertad y las funciones reproductivas humanas. Estas neuronas actúan induciendo la secreción de GnRH desde el hipotálamo que, a su vez, regula la secreción de las hormonas gonadotropinas, LH y FSH, que influirán en la síntesis y liberación de esteroides sexuales de las gónadas. Dado su posible papel neuroreproductivo, el daño o las laceraciones del CN0 pueden comprometer su integridad estructural y su funcionalidad potencial. En animales, la laceración del NC 0 causa deficiencias de GnRH.
Los axones que contienen GnRH pueden ser potencialmente críticos para el desarrollo sexual normal de pacientes masculinos y femeninos. En el síndrome de Kallmann (SK), una afección hereditaria asociada con hipogonadismo hipogonadotrópico (HH) e hiposmia o anosmia que afecta a ambos sexos, curiosamente, una falla embriológica en el patrón migratorio normal de las células GnRH del prosencéfalo basal parece ser la causa principal del hipogonadismo asociado con esta condición.
En las mujeres, estas células se localizan principalmente en el área preóptica y las regiones infundibulares del hipotálamo, lo que presenta un rasgo sexualmente dimórfico fascinante que puede tener importantes consideraciones clínicas.